# 岩手県道144号六原停車場線
岩手県道144号六原停車場線（いわてけんどう144ごう ろくはらていしゃじょうせん）は、岩手県胆沢郡金ケ崎町を通る一般県道である。

## 概要
六原駅から国道4号交点までの短距離路線である。

### 路線データ
- 起点：六原停車場（六原駅）
- 終点：胆沢郡金ケ崎町西根（国道4号交点）

## 地理

### 交差する道路
- 国道4号

### 沿線
- JR東北本線 六原駅